# Cédric Céligny
Franck Cédric Céligny (Pointe-à-Pitre, 18 aprile 1981) è un ex calciatore francese, di ruolo portiere.

## Carriera

### Club
Nel 2012, dopo aver giocato al Les Abymes, si trasferisce al Moulien. Nel 2013 passa al Siroco. Nel 2014 viene acquistato dal Jeunesse. Nel 2015 torna al Siroco.

### Nazionale
Ha debuttato in Nazionale il 3 febbraio 2010, nell'amichevole Guadalupa-Saint Kitts e Nevis (2-1). Ha partecipato, pur senza scendere mai in campo, alla Gold Cup 2009. Ha collezionato in totale, con la maglia della Nazionale, 2 presenze e 4 reti subite.

## Statistiche

### Cronologia presenze e reti in Nazionale
| Cronologia completa delle presenze e delle reti in nazionale ― Guadalupa | Cronologia completa delle presenze e delle reti in nazionale ― Guadalupa | Cronologia completa delle presenze e delle reti in nazionale ― Guadalupa | Cronologia completa delle presenze e delle reti in nazionale ― Guadalupa | Cronologia completa delle presenze e delle reti in nazionale ― Guadalupa | Cronologia completa delle presenze e delle reti in nazionale ― Guadalupa | Cronologia completa delle presenze e delle reti in nazionale ― Guadalupa | Cronologia completa delle presenze e delle reti in nazionale ― Guadalupa |
| Data                                                                     | Città                                                                    | In casa                                                                  | Risultato                                                                | Ospiti                                                                   | Competizione                                                             | Reti                                                                     | Note                                                                     |
| ------------------------------------------------------------------------ | ------------------------------------------------------------------------ | ------------------------------------------------------------------------ | ------------------------------------------------------------------------ | ------------------------------------------------------------------------ | ------------------------------------------------------------------------ | ------------------------------------------------------------------------ | ------------------------------------------------------------------------ |
| 3-2-2010                                                                 | Vieux-Habitants                                                          | Guadalupa                                                                | 2 – 1                                                                    | Saint Kitts e Nevis                                                      | Amichevole                                                               | -1                                                                       | 46’                                                                      |
| 3-4-2010                                                                 | Basseterre                                                               | Saint Kitts e Nevis                                                      | 3 – 0                                                                    | Guadalupa                                                                | Amichevole                                                               | -3                                                                       |                                                                          |
| Totale                                                                   |                                                                          | Presenze                                                                 | 2                                                                        |                                                                          | Reti                                                                     | -4                                                                       |                                                                          |